# Benissanó
Benissanó – gmina w Hiszpanii, w prowincji Walencja, we wspólnocie autonomicznej Walencja, o powierzchni 2,28 km². W 2011 roku liczyła 2305 mieszkańców.